# Дубилет, Дмитрий Александрович
Дми́трий Алекса́ндрович Дубиле́т (укр. Дмитро Олександрович Дубілет; род. 27 мая 1985, Днепропетровск) — украинский бизнесмен, один из создателей Монобанка, первого мобильного банка в Украине. Министр Кабинета министров Украины с 29 августа 2019 года по 4 марта 2020 года. Советник и. о. председателя СБУ Ивана Баканова (2019).

## Биография
Родился в 1985 году в Днепропетровске в обеспеченной семье. Отец — финансист и банкир Александр Дубилет, занимавший руководящий пост в ПриватБанке.

### Образование
- 1996—2002 — Учился в Общеобразовательной школе г. Днепропетровск № 23
- 2000 — школа Roycemore (Иллинойс, США)
- 2004 — Hochschule Merseburg (Мерзебург, Германия)
- 2006 — Институт международных отношений Киевского национального университета имени Тараса Шевченко, специальность «Международная информация»[1].
- 2012 — Лондонская школа бизнеса Лондонского университета.

### Карьера
- 2005—2010 — основатель и руководитель Fine Web.
- 2010 — руководитель в Infosys.
- 2010 — руководитель проекта в MasterCard (Польша).
- 2012—2016 — IT-директор ПриватБанка.
- 2017—2019 — сооснователь Monobanka.
- 2019—2020 — Министр Кабинета министров Украины.
- 2019 — 2021 — сооснователь SmartAss.

### iGov
С 2015 года Дмитрий занимался развитием портала iGov, который должен бороться с коррупцией и повышать эффективность работы чиновников.

### Monobank
В 2017 совместно с Олегом Гороховским и Михаилом Рогальским создал первый мобайл-онли банк Украины.

### Министр Кабинета министров Украины
Советник и. о. председателя СБУ Ивана Баканова
29 августа 2019 года на первом заседании Верховной Рады Украины IX созыва Дубилет был назначен Министром Кабинета министров Украины в правительстве Гончарука.
4 марта 2020 года Верховная Рада отправила в отставку премьер-министра Алексея Гончарука и его правительство, в том числе Д. Дубилета.